# .na
.na (Namíbia) é o código TLD (ccTLD) na Internet para a Namíbia.